# Eustace Miles
Eustace Miles (Hampstead, 22 de setembro de 1868 — Londres, 20 de junho de 1948) foi um atleta britânico que competiu em provas de jeu de paume.
Eustace Miles é o detentor de uma medalha olímpica, conquistada na edição britânica, os Jogos de Londres, em 1908. Nesta ocasião, superou o compatriota Neville Lytton, em prova conquistada pelo norte-americano Jay Gould II, para encerrar como vice-campeão. Ao longo da carreira, foi assistente na Escola de Rugby, secretário honorário dos clubes Tuxedo Tennis e Racquet, campeão amador inglês e estadunidense de tênis e heptacampeão mundial amador de tênis, além de membro da Comissão Nacional de Educação Física.